# Тяжкий (альбом)
Тяжкий — четвертий студійний альбом групи Ляпис Трубецкой, який було випущено в травні 2000 року.

## Список композицій
1. Девочка с бездонными глазами (3:56)
2. По аллеям (3:18)
3. Дружбан (3:01)
4. Ася (4:47)
5. НЛО (4:47)
6. Дождь льёт (5:31)
7. Чаечки (4:44)
8. Спорт Прошёл (3:26)
9. Серый (4:26)
10. Виноградная Лоза (3:31)
11. Холодная Мамба (3:22)
12. Bonus Track (тільки на «подарунковому» виданні): Спорт прошёл (Ігор Вдовін RMX (на диску — «Ляпис Трубецкой» та група «Ленинград»)

## Музиканти

### Ляпіс Трубецкой
- Сергій Міхалок — вокал
- Павло Булатніков — вокал
- Руслан Владико — гітари, клавішні, акордеон
- Дмитро Свиридович — бас-гітара
- Павло Кузюкович — валторна
- Георгій Дриндін — труба
- Алексей Любавин — ударні, перкусія

### Запрошені музиканти
- Іван Галушко — тромбон

## Деякі факти про альбом
- Існує дві версії альбому — ліцензійна та подарункова. Подарунковий варіант відрізняється обкладинкою, наявністю сліпкейса (суперобкладинки) та 12-сторінкового буклету (з епізодами з кліпу «НЛО»). Також в подарункову варіанті є бонус-трек найти бонус-трек.

- Пісні «Серый», «Ася», «Чаечки» виконувалися «Ляпісами» на сцені з початку 1990-х років.

- Для альбому також були записані композиції «Гоп-Хип-хоп», «Алюминиевые огурцы», які в результаті не увійшли до нього.

- Автори оформлення обкладинки — М. Тимінько та О. Терехов.

- Презентація альбому склалася на аудіоринку, відомому в народі як «Горбушка» просто неба. Вхід був безкоштовним. Трохи пізніше відбулася презентація в клубі «16 Тон».

- Під час роботи над альбомом до групи «Ляпис Трубецкой» приєднався молодий тромбонист Іван Галушко, який перший час не время не значився в офіційному складі гурту. Його сценічний дебют а складі «Ляпісов» відбувся на презентації «Тяжкого» на «Горбушці», а з вересня 2000 року Іван став повноправним учасником колективу.